# Acetato de sódio
Acetato de sódio, também chamado etanoato de sódio, é um composto cristalino incolor, de fórmula ( NaO2CCH3 ), possuindo massa molar de 82,03378928. Apresenta-se normalmente na forma de sal anidro ou trihidratado. Ambas as formas são solúveis em água e em etoxietano e ligeiramente solúveis em etanol.

## Aplicações

### Indústria
Acetato de sódio é usado na indústria têxtil para neutralizar correntes de rejeitos contendo ácido sulfúrico, e como um fotorresistente quando usa-se corantes à anilina. Também é um agente de decapagem em curtimento ao cromo, e auxilia a retardar vulcanização de cloropreno em produção de borracha sintética.

### Soluções tampão
Como o acetato de sódio é um sal de uma base forte e de um ácido fraco, como uma base conjugada de um ácido fraco, uma solução de acetato de sódio e ácido acético podem atuar como um tampão para manter um pH relativamente constante, sendo usado na formulação de tampões para controle de pH em muitas aplicações de laboratório. Isto é especialmente útil em aplicações bioquímicas onde as reações são dependentes do pH.
A equação de Henderson-Hasselbalch pode ser utilizada para se calcular a concentração de ácido acético e acetato de sódio necessárias para o preparo da solução tampão para diferentes pH. 
{\displaystyle pH=pKa+\log[CH_{3}COO^{-}]\div [CH_{3}COOH]}

Uma tabela de pH em função das formulações de soluções tampão acetato de sódio e ácido acético:

| pH  | Ácido acético 99%mL | 100mL Acetato de sódio anidro g/100mL |
| --- | ------------------- | ------------------------------------- |
| 3,6 | 1,11                | 0,123                                 |
| 3,8 | 1,06                | 0,197                                 |
| 4,0 | 0,98                | 0,295                                 |
| 4,2 | 0,88                | 0,435                                 |
| 4,4 | 0,76                | 0,607                                 |
| 4,6 | 0,61                | 0,804                                 |
| 4,8 | 0,48                | 0,984                                 |
| 5,0 | 0,35                | 1,156                                 |
| 5,2 | 0,25                | 1,296                                 |
| 5,4 | 0,17                | 1,402                                 |
| 5,6 | 0,11                | 1,484                                 |

### Alimentos
Pode ser adicionado como um amortecedor no controle do pH dos alimentos durante as várias etapas de seu processamento, bem como para o item de consumo final, onde é adicionado como um conservante, regulador de acidez e reforçador de sabor. Pode ser usado na forma de diacetato de sódio — um complexo 1:1 de acetato de sódio e ácido acético, com o número E E262.
Um frequente uso desta forma é em batatas chips sal e vinagre nos EUA. Muitas marcas estadunidenses, incluindo o fabricante nacional Frito-Lay, dizem batatas chips flavorizadas com "sal e vinagre" quando usam esta substância química, com lactose e menores porcentagens de outras substâncias, em vez de verdadeiros sal e vinagre na preparação.

### Outros usos
É também em eletrogalvanização. É usado também na tinturaria, sabões, farmacêutica, na fórmula de diuréticos e expectorantes, e em fotografia.
Na produção de plásticos, acetato de sódio é usado como um retardador de elastômeros. A indústria do petróleo o aplica como um agente tamponador na produção de petróleo, lama de perfuração e fluidos de conclusão de poços.
O acetato de sódio é adicionado na avicultura à água potável para as galinhas para ajudar a evitar doenças associadas com o superaquecimento e desidratação.
Além disso, por ser um processo altamente exotérmico, a cristalização do acetato de sódio encontrou aplicação em compressas quentes, na forma de uma bolsa plástica selada, contendo uma solução supersaturada de acetato de sódio em água e um pequeno disco metálico.
Flexionando-se o disco metálico, dá-se início à cristalização do acetato de sódio, com consequente evolução de calor. Para que o sólido cristalizado se dissolva de novo, basta aquecer a bolsa contendo o acetato de sódio cristalizado em água fervente por aproximadamente 10 minutos.

## Preparação

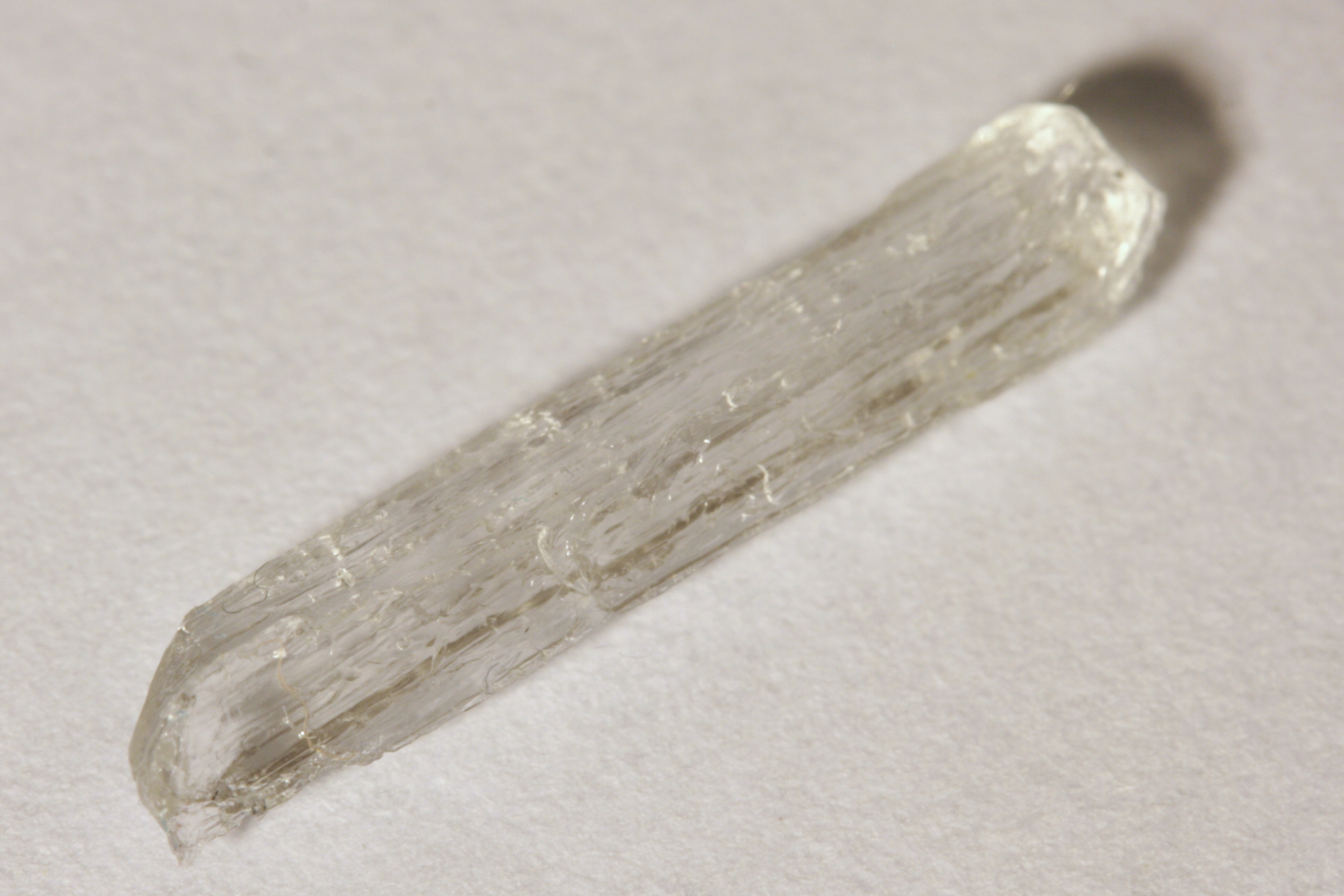
Um cristal de acetato de sódio trihidrato (comprimento de 1,7 centímetro).

Para uso laboratorial, acetato de sódio é um produto químico barato, e geralmente é comprado em vez de ser sintetizado. É algumas vezes produzido em um experimento de laboratório pela reação de ácido acético com carbonato, bicarbonato ou hidróxido de sódio. Estas reações produzem acetato de sódio aquoso e água. Dióxido de carbono é produzido na reação com carbonato ou bicarbonato de sódio, e deixa o vaso de reação como um gás (a menos que o vaso de reação seja pressurizado). Esta é a conhecida reação "vulcão" das feiras de ciência entre o bicarbonato de sódio e o vinagre.
CH3COOH + NaHCO3  →   CH3COONa  +  H2O  +  CO2
A reação com o carbonato de sódio, mais vigorosa, é a seguinte:
2 CH3COOH + Na2CO3  →  2 CH3COONa  +  H2O  +  CO2
Industrialmente, o acetato de sódio é preparado pelo ácido acético glacial e o hidróxido de sódio.
CH3COOH + NaOH  →  CH3COONa + H2O

## Reações químicas
Acetato de sódio pode ser usado para formar um éster, como o acetato de etila, com um haleto de alquila tal como o bromoetano:
 NaO2CCH3  +  BrCH2CH3  →  C2H5O2CCH3  +  NaBr
Sais de césio catalisam esta reação.

## Questões de segurança

### Risco de incêndio
Altamente comburente

### Risco de explosão
Baixo. É possível a explosão das partículas finamente dispersas no ar em concentrações suficientes, e na presença de uma fonte de ignição.

### Risco de desastre
Baixo. Durante um incêndio gases tóxicos e irritantes podem ser gerados por decomposição térmica ou combustão.

### Combate a incêndio
Usar pó químico seco, água pulverizada, gás carbônico ou espuma.

### Incompatibilidade
Agentes oxidantes fortes. Misturas explosivas podem ser formadas com flúor ou nitrito de potássio.

### Produtos perigosos da decomposição
Monóxido e dióxido de carbono, fumos tóxicos de óxido de sódio.

### Reações perigosas
Ocorrem com ácidos fortes. Risco baixo.

### Efeitos quando ocorre inalação
Pode causar irritação ao trato respiratório. Os sintomas podem incluir
tosse, irritação na garganta, dificuldade respiratória e dor no peito.

### Efeitos quando ocorre contato com a pele
Pode causar irritação, vermelhidão e dor.

### Efeitos quando ocorre contato com os olhos
Pode causar irritação, vermelhidão e dor.

### Efeitos quando ocorre ingestão
Grandes doses podem produzir dores abdominais, náuseas e vômitos.

### Procedimentos de primeiros socorros
- inalação: Remover para local arejado e repousar. Se cessar a respiração, aplicar método de reanimação cardiopulmonar.
- contato com os olhos: Lavar imediatamente com muita água por, pelo menos, 15 minutos.
- contato com a pele: Lavar imediatamente com muita água e sabão até que toda a substância seja removida da pele.
- ingestão: Se a vítima estiver consciente, beber de 2 a 4 copos de água ou leite. Chamar auxílio médico.

### Procedimento nos casos de derrames - vazamentos
Conter o derrame. Ventilar o local. Recolher as camadas superiores para a embalagem de origem, se não tiver havido contaminação.

## Acondicionamento
Frascos de plástico.

## Manuseio e armazenamento
Manter em lugar fresco, seco, bem ventilado e separado de ácidos fortes. Dispor em recipientes especiais, fechados e devidamente etiquetados. Evitar contato com olhos, pele e roupas. Lavar-se bem após o manuseio.